# Lasius himalayanus
Lasius himalayanus är en myrart som beskrevs av Charles Thomas Bingham 1903. Lasius himalayanus ingår i släktet Lasius och familjen myror. Inga underarter finns listade i Catalogue of Life.